# Кадваладр ап Грифид
Кадва́ладр ап Грифид (умер в марте 1172) — король Гвинеда (1137—1143), сын Грифида ап Кинана и младший брат Oуэна Гвинедского.

## Биография
Кадваладр был третьим сыном короля Гвинеда Грифида ап Кинана и его жены Ангарад, дочери Оуэна из Тегейнгла. Валлийский биографический словарь и Оксфордский биографический словарь писали, что первые известия о Кадваладре относятся к 1136 году. Dictionary of National Biography утверждал, что Кадваладр вместе с братьями принимал участие в нападении на 1121 года на Мейрионид. Еще в 1132 году его старший брат Кадваладр и Оуэна — Кадваллон был убит при Лланголлене.

### Правитель
В 1136 году, после того как властитель юго-западного Уэльса Ричард де Клер попал в засаду и был убит, там вспыхнуло антинормандское восстание. Кадваладр вместе с братом Оуэном и Грифидом ап Рисом Дехейбартским вторгся во главе войск в северную часть Дехейбарта, захваченного норманнами. Им после битвы при Криг-Маур удалось освободить Кередигион (северную часть королевства Дехейбарт). Кадваладру удалось овладеть пятью замками, в том числе Аберствитом. В 1137 году Оуэн и Кадваладр захватили замки на востоке и юге Кередигиона, а также Кармартен. Но в 1138 году им не удалось, даже с помощью датского флота захватить Кардигана
В 1137 году умер отец — Грифид ап Кинан. Правителем Гвинеда стал Оуэн, Кадваладр получил (или закрепил) во владение Англси и Мейронидд и стал претендовать на владычество в северном Кередигионе. Кадваладр сделал своей резиденцией Аберствит.
Ради укрепления своей власти он женился на Алисе де Клер — дочери Ричарда де Клера (убитого в 1136 году валлийцами) и племяннице Ранульфа Честерского. В свою очередь Кадваладр также помогал своим новым родственникам: 2 февраля 1142 года в битве под Линкольном он воевал против короля Стефана.

### Изгнанник
Постепенно накапливались противоречия между Кадваладром и его братом Оуэном. "Dictionary of National Biography" писал, что сыновья Оуэна Хивел и Кинан стремились занять земли своего дяди, а он мог иметь амбиции сместить своего брата с поста короля Гвинеда.
В 1143 году людьми Кадваладра был убит король Дехейбарта сын Грифида ап Риса и жених дочери Оуэна Гвинедского Анарауд ап Грифид. Оуэн послал своего сына Хивела, чтобы тот напал на Аберствит и лишил Кадваладра всех владений (в северном Кередигионе и Англси). Проиграв, Кадваладр бежал в Ирландию. В 1144 году привел из Дублина датский флот в Аберменай. Но Кадваладр "благодаря вмешательству «добрых людей»" покинул своё войско помирился с Оуэном. Этим оказались недовольны ирландские датчане они схватили. Кадваладра и отпустили его только за уплату большого выкупа в размере 2000 рабов (или по другой версии скота). Ирландские норманны попытались разграбить Уэльс, но были разбиты Оуэном.
В 1147году Хивел и Кинан, напали на Мейрионнид, и захватили замок Кинвайле. Кадваладр надеясь найти компроимис в 1149 году передал свои владения в Кередигоне сыну Кадвану, но Хивел в 1150 году захватил в плен двоюродного брата Кадвана. Братья убитого Анарауда ап Грифида — Каделл и Маредид вторглись в Кередигион и отобрали его у Хивела ап Оуайна. В 1152 году после очередного конфликта с братом Кадваладр был изгнан Оуэном из Англси и уехал в Англию.

### Вассал
В 1157 году Генрих II при поддержке Кадваладра и Мадога ап Маредида вторгся в Гвинед. Проигравший Оуэн должен был признать себя вассалом Генриха, а также вернуть Кадваладру его владения.
Кадваладр умер в 1172 году. Он был похоронен рядом с Оуэном в Бангорском кафедральном соборе.

### Дети
- Кадван
- Кунедда
- Ричард
- Ральф
- Кадуган
- Маредид
- Кадваллон

## Комментарии
1. ↑  Dictionary of National Biography утверждал, что Кадваладра недовольные наёмники не только схватили, но и ослепили, Валлийский биографический словарь писал, что термин «ослепленный» ошибочно внёс Аб Итель[англ.] переводя Хроники принцев
2. ↑  Dictionary of National Biography в 1886 году писали про 1146 год, но Валлийский биографический словарь в 1959 году и Оксфордский биографический словарь в 2000 году датировали событие 1147 годом